# Angereds Centrum

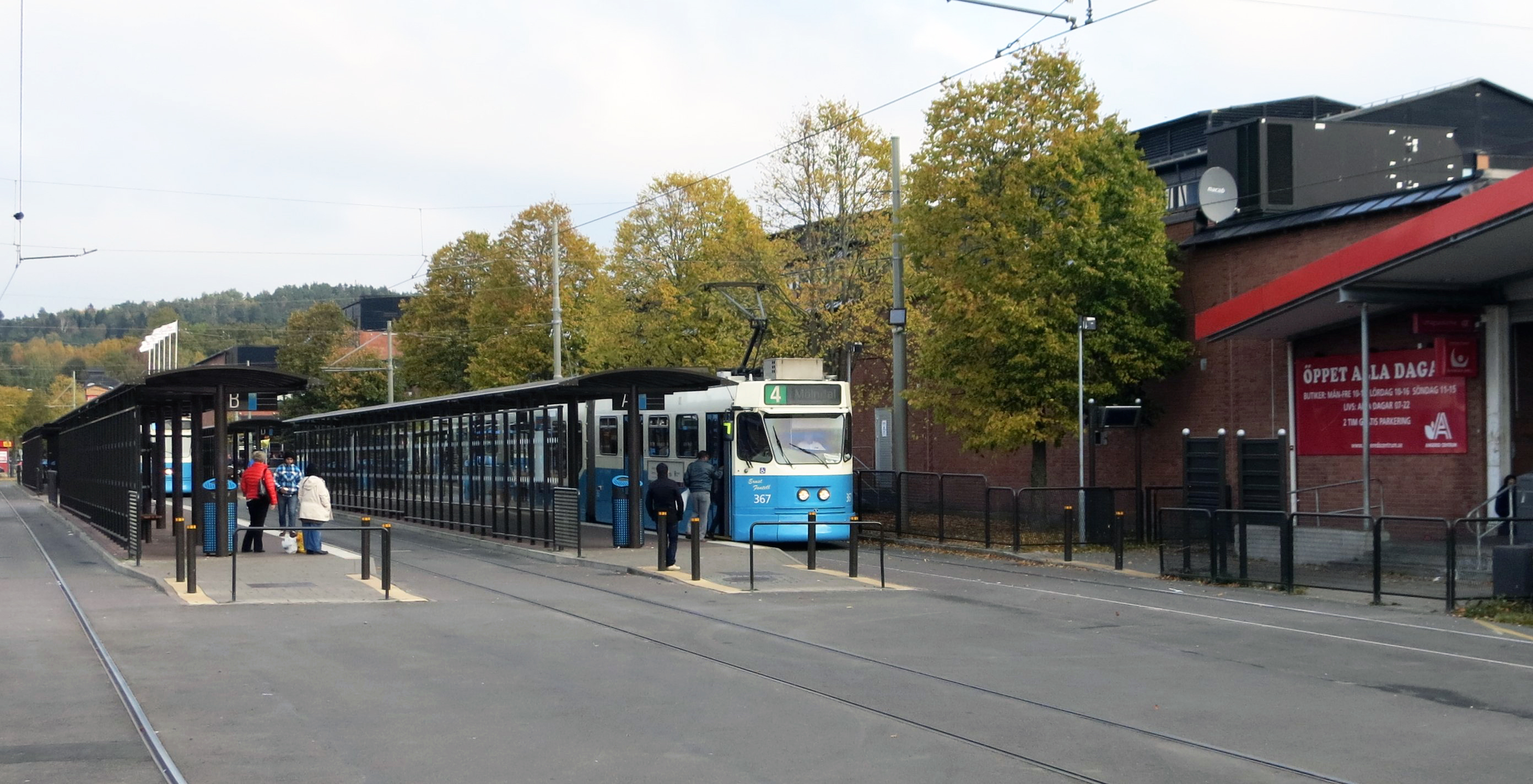
Angereds centrum. Spårvagnsterminalen.

Angereds Centrum är ett primärområde i stadsområde Nordost i Göteborgs kommun, beläget i stadsdelen Angered i Göteborg.
Angereds Centrum är Angereds knutpunkt, med 60-tal affärer, restauranger, systembolag, post, banker och 1 500 fria parkeringsplatser. Den offentliga servicen är företrädd med gymnasium, grundskola, kulturhus, vårdcentral och försäkringskassa. Spårvägen Angeredsbanan, med de tre linjerna 4, 8 och 9, och ett tiotal busslinjer har sin ändstation här. 
Beslutet om att bygga Angereds Centrum togs av en enhällig kommunstyrelse den 9 april 1975. Första spadtaget till Angered Centrum togs den 2 februari 1976 av kommunalrådet Åke Norling. Torget invigdes 1978 "1978-10-26" av kung Carl XVI Gustaf efter att kungen åkt spårvagn från centrala Göteborg. Då fanns det cirka 40 butiker, idag är de 60. Här finns även teater, gymnasium, sportanläggning, fritidsgård samt ett närsjukhus med specialistvård. 
I Angereds Centrum finns: 
- Angered arena.
- Angereds närsjukhus.
- Angereds torg.
- Angeredsgymnasiet.
- Blå Stället. Kulturhus med bland annat Angereds teater.
- Lärjeåns trädgårdar. En biodynamisk handelsträdgård med café vid Lärjeån.

## Nyckeltal

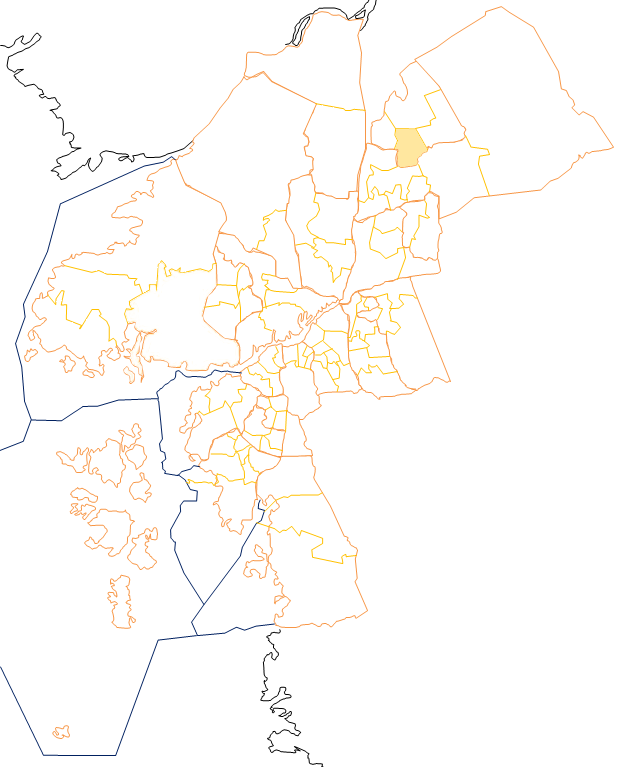

Nyckeltalen redovisar statistik som beskriver Göteborg och dess 96 delområden, primärområden, per den 31 december och kan användas för att jämföra de olika områdena. Nedan redovisas uppgifter för primärområdet och jämförelse görs mot uppgifterna för hela kommunen.
|                                                           | Angereds Centrum | Hela Göteborg |
| --------------------------------------------------------- | ---------------- | ------------- |
| Folkmängd                                                 | 4 437            | 587 549       |
| Befolkningsförändring 2020–2021                           | +159             | +4 493        |
| Andel födda i utlandet                                    | 50,6 %           | 28,3 %        |
| Andel utrikes födda eller med två utrikes födda föräldrar | 78,4 %           | 38,1 %        |
| Medelinkomst                                              | 256 900 kr       | 332 400 kr    |
| Arbetslöshet                                              | 10,7 %           | 6,6 %         |
| Antal ersatta dagar från F-kassan per person (16-64 år)   | 27,7             | 19,5          |
| Andel med eftergymnasial utbildning (minst 3 år)          | 19,6 %           | 37,9 %        |
| Andel bostäder byggda 1971–1980                           | 28,3 %           |               |
| Andel bostäder i allmännyttan                             | 30,3 %           | 25,9 %        |
| Antal färdigställda bostäder 2021                         | 54               |               |
| Andel bostäder i småhus                                   | 18,3 %           | 18,3 %        |

## Stadsområdes- och stadsdelsnämndstillhörighet
Primärområdet tillhörde fram till årsskiftet 2020/2021 stadsdelsnämndsområdet Angered och ingår sedan den 1 januari 2021 i stadsområde Nordost.

## Galleri

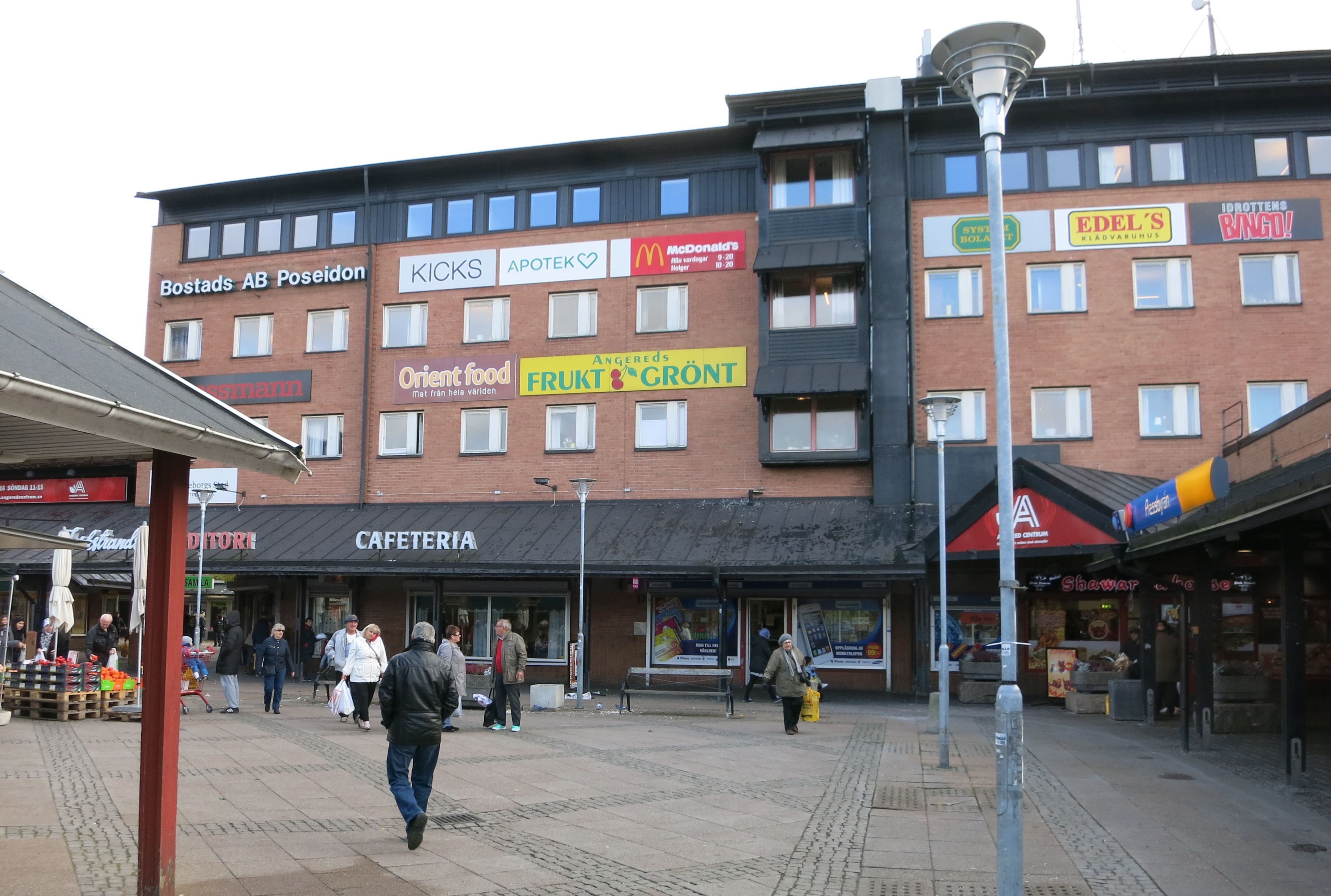
Torget.
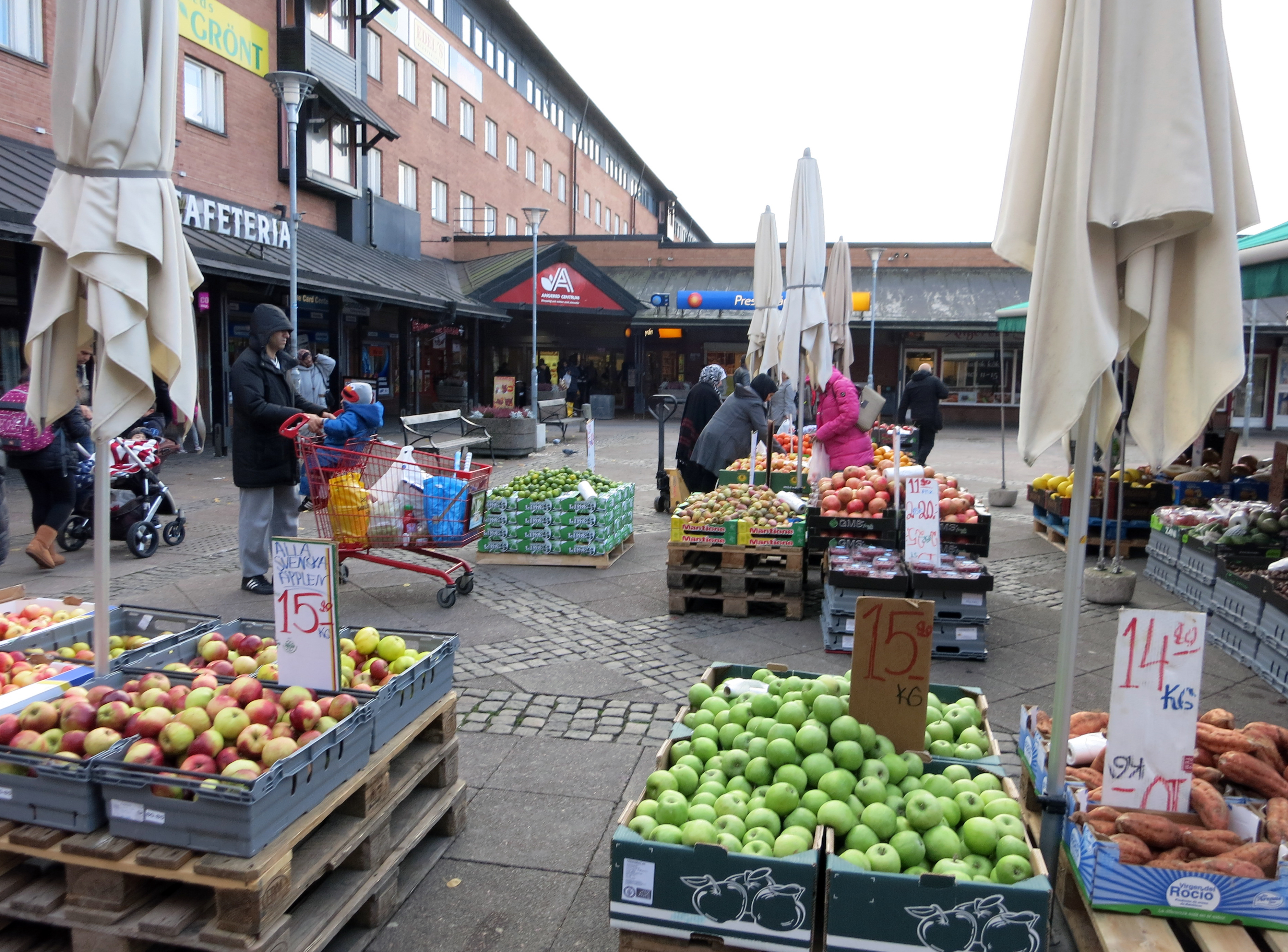
Torghandel.

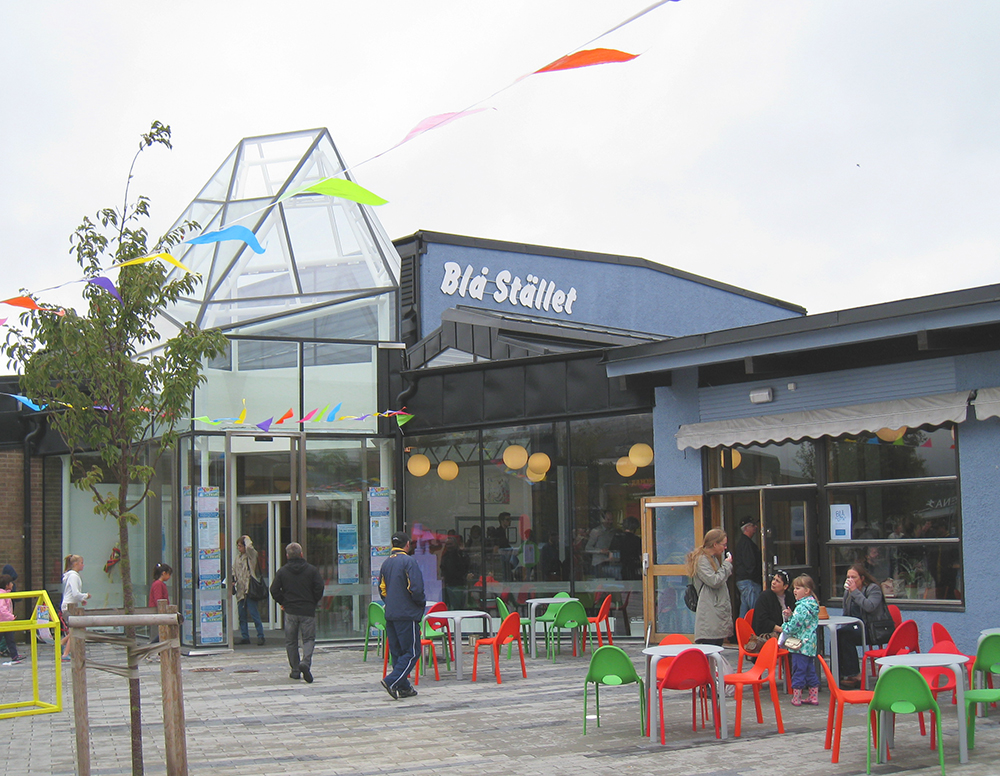
Kulturhuset Blå Stället.
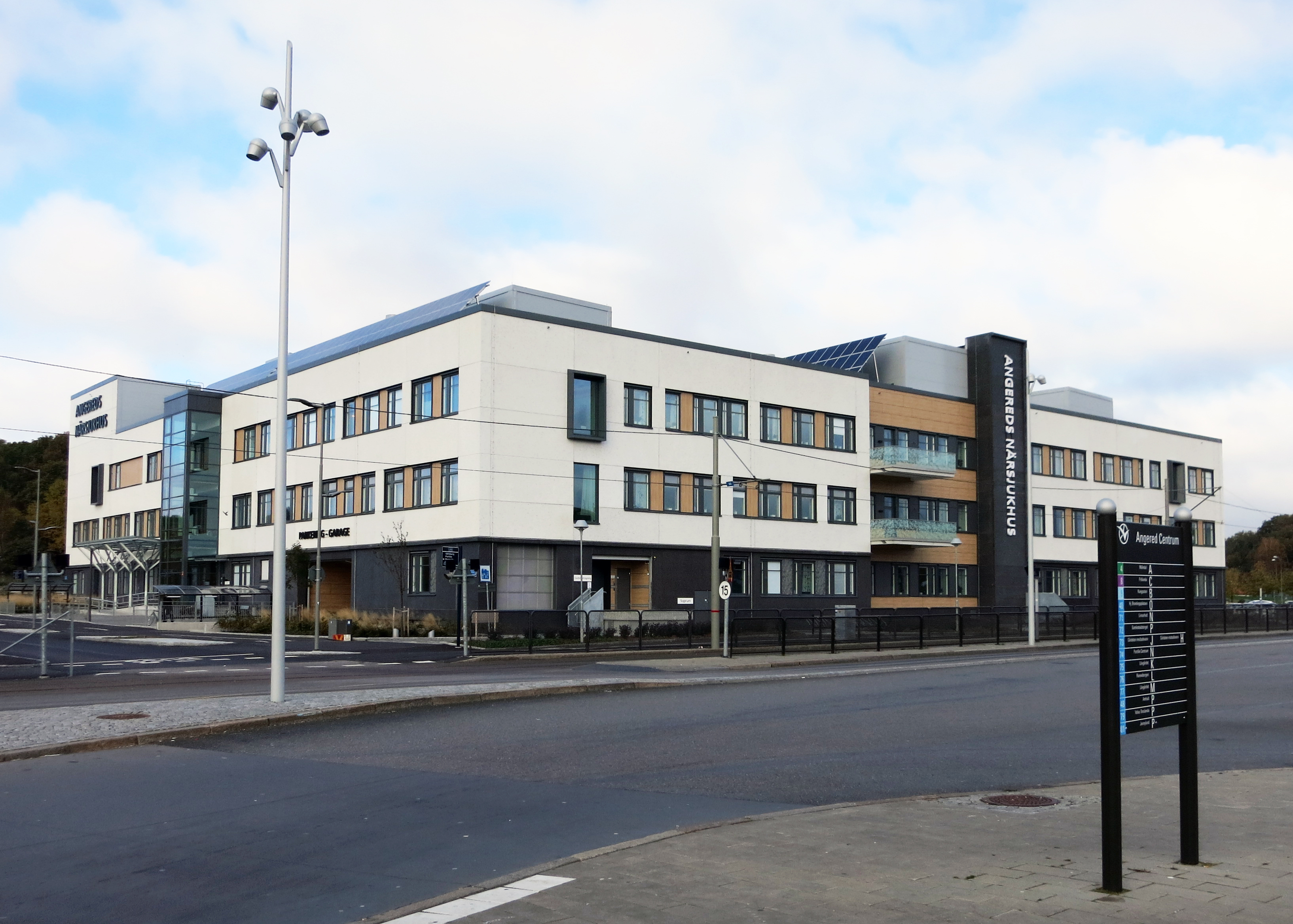
Angereds närsjukhus.
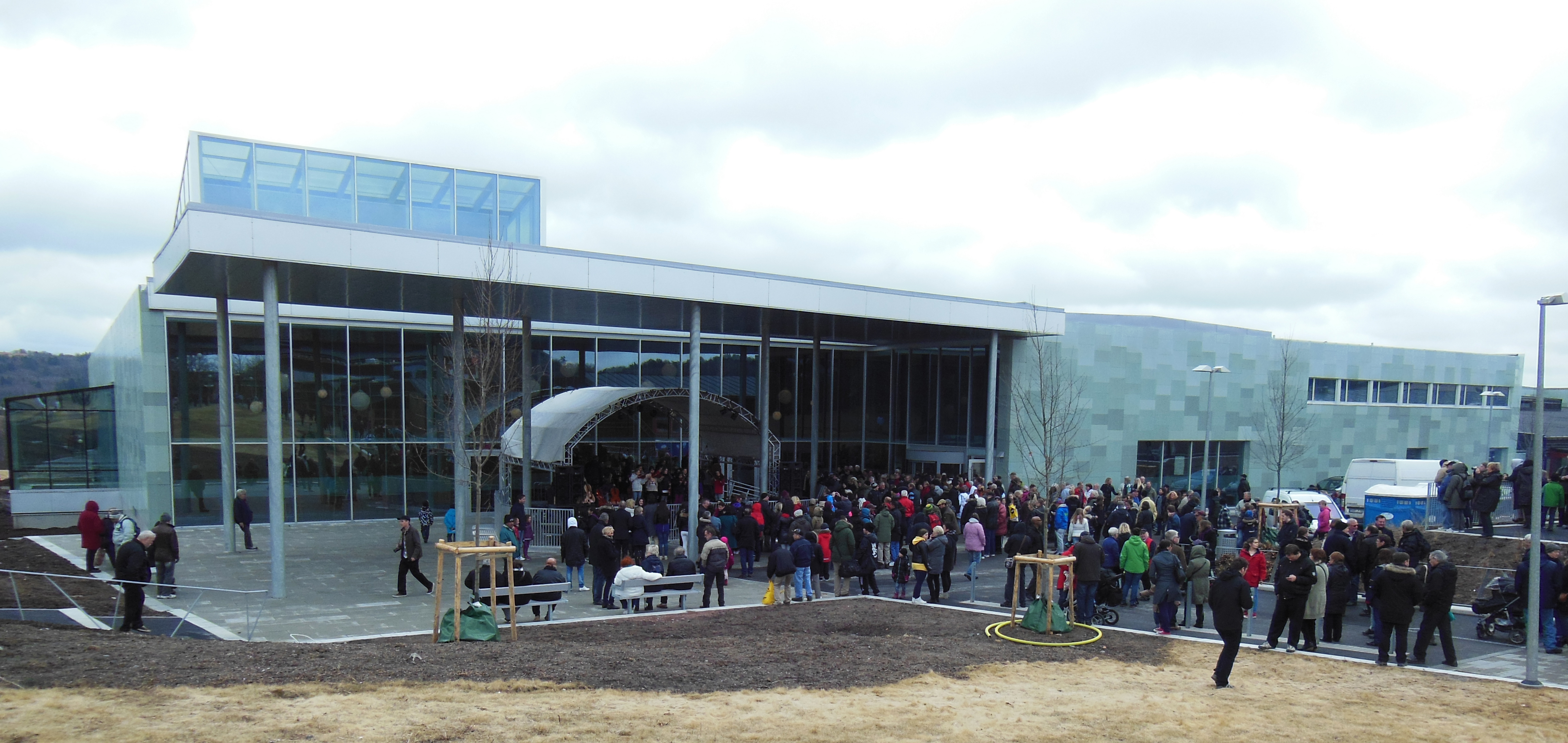
Angered Arena.